# Acomys johannis
Acomys johannis är en gnagare i släktet taggmöss som förekommer i västra Afrika. Populationen infogades tidigare som synonym i Acomys cahirinus eller i Acomys cineraceus men sedan början av 2000-talet godkänns den som art. Skillnaderna mellan arterna finns främst i de genetiska egenskaperna.
Arten når en kroppslängd (huvud och bål) av 88 till 119 mm, en svanslängd av 73 till 109 mm och en vikt av 27 till 60 g. Taggar förekommer vanligen bara på bakre delen av bålen men äldre exemplar har även några taggar längre framåt. De mjuka håren på ovansidan är gråa eller bruna vid roten och mörk vid spetsen vad som ger en gråbrun färg. Vid sidorna blir pälsen ljusare och undersidan är vit med en tydlig gräns. Med 14 till 19 mm längd är öronen ganska stora och nosen är spetsig. Även svansen är uppdelad i en brunaktig ovansida och en vit undersida. Ibland finns några korta hår vid svansens spets men oftast är den naken. Som hos andra taggmöss bryter svansen lätt av.
Denna gnagare förekommer med flera från varandra skilda populationer från östra Mali till norra Kamerun. Den lever i låglandet och i bergstrakter upp till 1000 meter över havet. Acomys johannis vistas i klippiga områden i Sahelzonen och i andra gräsmarker. Den äter främst insekter.
Individerna vilar oftast i bergssprickor och sällan i håligheter i marken som troligen skapades av andra djur. Upphittade honor var dräktiga med en eller två ungar.